# Typhlodromus parinopinatus
Typhlodromus parinopinatus är en spindeldjursart som först beskrevs av Evans och Edland 1998.  Typhlodromus parinopinatus ingår i släktet Typhlodromus och familjen Phytoseiidae. Inga underarter finns listade i Catalogue of Life.